# Liste der Autorenbeteiligungen und Produktionen von Michelle Leonard
Dies ist eine Übersicht über die Autorenbeteiligungen und Musikproduktionen der deutschen Musikerin Michelle Leonard, die er unter ihrem Realnamen und unter weiteren Pseudonymen wie Michelle Lennard oder auch Solamay geschrieben bzw. produziert hat. Zu berücksichtigen ist, dass Hitmedleys, Remixe, Liveaufnahmen oder Neuaufnahmen des gleichen Interpreten nicht aufgeführt werden. Ebenso werden aus Gründen der besseren Übersicht lediglich nennenswerte Coverversionen aufgeführt. Tätigkeiten als Komponist und/oder Liedtexter sind in der folgenden Tabelle unter der Spalte „Autor“ zusammengefasst worden. Für eine Übersicht aller Charterfolge siehe Michelle Leonard/Diskografie.

## ()
| Jahr | Titel                  | Interpret   | Autor                       | Produzent |
| ---- | ---------------------- | ----------- | --------------------------- | --------- |
| 2015 | (In Your) Waiting Room | Jack Strify | Grünes Häkchensymbol für ja |           |

## A
| Jahr | Titel             | Interpret             | Autor                       | Produzent |
| ---- | ----------------- | --------------------- | --------------------------- | --------- |
| 2009 | All I Am          | Michelle Leonard      | Grünes Häkchensymbol für ja |           |
| 2023 | Amen to You       | Gjon’s Tears          | Grünes Häkchensymbol für ja |           |
| 2015 | Angel             | Jack Strify           | Grünes Häkchensymbol für ja |           |
| 2010 | Anteroom of Death | Tarja feat. Van Canto | Grünes Häkchensymbol für ja |           |
| 2012 | Army of Hope      | Michael Schulte       | Grünes Häkchensymbol für ja |           |

## B
| Jahr | Titel                | Interpret                    | Autor                       | Produzent                   |
| ---- | -------------------- | ---------------------------- | --------------------------- | --------------------------- |
| 2006 | Bad Girls            | Vanilla Ninja                | Grünes Häkchensymbol für ja |                             |
| 2012 | Beat the Winter      | Mikko Sipola                 | Grünes Häkchensymbol für ja |                             |
| 2012 | Beben                | Joachim Witt                 | Grünes Häkchensymbol für ja |                             |
| 2017 | BFF                  | Laila & Rosa Meinecke        | Grünes Häkchensymbol für ja |                             |
| 2006 | Black Symphony       | Vanilla Ninja                | Grünes Häkchensymbol für ja |                             |
| 2009 | Blown Away           | Oliver                       | Grünes Häkchensymbol für ja |                             |
| 2012 | Blut                 | Joachim Witt                 | Grünes Häkchensymbol für ja |                             |
| 2010 | Born to Feel Alive   | Gregorian                    | Grünes Häkchensymbol für ja |                             |
| 2008 | Brandnew Start       | Thomas Godoj                 | Grünes Häkchensymbol für ja |                             |
| 2013 | Brave It Out         | Generations from Exile Tribe |                             | Grünes Häkchensymbol für ja |
| 2018 | Breaking the Silence | Kissin’ Dynamite             | Grünes Häkchensymbol für ja |                             |
| 2015 | Burn/Fear            | Jack Strify                  | Grünes Häkchensymbol für ja |                             |

## C
| Jahr | Titel           | Interpret                                       | Autor                       | Produzent                   |
| ---- | --------------- | ----------------------------------------------- | --------------------------- | --------------------------- |
| 2007 | Calling Grace   | Tarja                                           | Grünes Häkchensymbol für ja |                             |
| 2010 | Carry Me Home   | Sarah Connor                                    | Grünes Häkchensymbol für ja | Grünes Häkchensymbol für ja |
| 2011 | Carry Me Home   | Zoë Badwi                                       | Grünes Häkchensymbol für ja |                             |
| 2012 | Carry Me Home   | Lena Philipsson (Liedtitel: Du följer väl med?) | Grünes Häkchensymbol für ja |                             |
| 2006 | Celebrity Queen | Alexander Klaws                                 | Grünes Häkchensymbol für ja |                             |
| 2007 | Ciarán’s Well   | Tarja                                           | Grünes Häkchensymbol für ja |                             |
| 2006 | Cruel to Myself | Valentine                                       | Grünes Häkchensymbol für ja |                             |

## D
| Jahr | Titel                       | Interpret        | Autor                       | Produzent |
| ---- | --------------------------- | ---------------- | --------------------------- | --------- |
| 2006 | Dangerzone                  | Vanilla Ninja    | Grünes Häkchensymbol für ja |           |
| 2006 | Der Turm (Edelweisspiraten) | Witt             | Grünes Häkchensymbol für ja |           |
| 2017 | Der Wahnsinn                | Eisbrecher       | Grünes Häkchensymbol für ja |           |
| 2018 | Dig Deep                    | Lxandra          | Grünes Häkchensymbol für ja |           |
| 2006 | Don’t Let It Get You Down   | Mike Leon Grosch | Grünes Häkchensymbol für ja |           |
| 2008 | Du wirfst mich weg          | Isabel Varell    | Grünes Häkchensymbol für ja |           |

## E
| Jahr | Titel        | Interpret                        | Autor                       | Produzent |
| ---- | ------------ | -------------------------------- | --------------------------- | --------- |
| 2015 | Electric     | Jack Strify feat. Bonnie Strange | Grünes Häkchensymbol für ja |           |
| 2009 | Electrify Me | Some & Any                       | Grünes Häkchensymbol für ja |           |

## F
| Jahr | Titel           | Interpret                   | Autor                       | Produzent |
| ---- | --------------- | --------------------------- | --------------------------- | --------- |
| 1999 | Feel So Perfect | Cape feat. Michelle Leonard | Grünes Häkchensymbol für ja |           |
| 2009 | Fragile         | Michelle Leonard            | Grünes Häkchensymbol für ja |           |

## G
| Jahr | Titel                  | Interpret                     | Autor                       | Produzent |
| ---- | ---------------------- | ----------------------------- | --------------------------- | --------- |
| 2015 | Gentle                 | Gregorian                     | Grünes Häkchensymbol für ja |           |
| 2007 | Get Off                | Cinema Bizarre                | Grünes Häkchensymbol für ja |           |
| 2012 | Gloria                 | Joachim Witt                  | Grünes Häkchensymbol für ja |           |
| 2015 | Glory                  | Jack Strify                   | Grünes Häkchensymbol für ja |           |
| 2009 | Golden Rider           | Michelle Leonard              | Grünes Häkchensymbol für ja |           |
| 2015 | Good Night, Companions | Gregorian                     | Grünes Häkchensymbol für ja |           |
| 2007 | Großstadtkinder        | Peilomat                      | Grünes Häkchensymbol für ja |           |
| 2013 | Grüne Welle            | MC Fitti feat. Bonnie Strange | Grünes Häkchensymbol für ja |           |

## H
| Jahr | Titel                       | Interpret      | Autor                       | Produzent |
| ---- | --------------------------- | -------------- | --------------------------- | --------- |
| 2015 | Hearts Are Digital          | Jack Strify    | Grünes Häkchensymbol für ja |           |
| 2018 | Heatwave                    | Nico Santos    | Grünes Häkchensymbol für ja |           |
| 2009 | Heaven Is Wrapped in Chains | Cinema Bizarre | Grünes Häkchensymbol für ja |           |
| 2007 | Heavensent                  | Cinema Bizarre | Grünes Häkchensymbol für ja |           |
| 2006 | Hell Yeah                   | Valentine      | Grünes Häkchensymbol für ja |           |
| 2017 | Herz auf                    | Eisbrecher     | Grünes Häkchensymbol für ja |           |
| 2017 | Herzstreik                  | Alina          | Grünes Häkchensymbol für ja |           |
| 2017 | Hey Road                    | Russkaja       | Grünes Häkchensymbol für ja |           |
| 2012 | Home                        | StrawbellyCake | Grünes Häkchensymbol für ja |           |
| 2014 | Hoping                      | Joachim Witt   | Grünes Häkchensymbol für ja |           |

## I
| Jahr | Titel                               | Interpret                  | Autor                       | Produzent |
| ---- | ----------------------------------- | -------------------------- | --------------------------- | --------- |
| 2007 | I am Not Afraid                     | Orange Blue                | Grünes Häkchensymbol für ja |           |
| 2010 | I Can’t Dance Alone                 | Giovanni                   | Grünes Häkchensymbol für ja |           |
| 2010 | I Can’t Dance Alone                 | Giovanni feat. Ross Antony | Grünes Häkchensymbol für ja |           |
| 2009 | I Don’t Wanna Know (If U Got Laid)  | Cinema Bizarre             | Grünes Häkchensymbol für ja |           |
| 2008 | Ich schenk mir die Welt             | Fräulein Wunder            | Grünes Häkchensymbol für ja |           |
| 2008 | Ich würd’ dich liebend gerne lieben | Fräulein Wunder            | Grünes Häkchensymbol für ja |           |
| 2007 | If I Lose You                       | Lisa Bund                  | Grünes Häkchensymbol für ja |           |
| 2002 | If You Want My Love                 | Loona                      | Grünes Häkchensymbol für ja |           |
| 2017 | In einem Boot                       | Eisbrecher                 | Grünes Häkchensymbol für ja |           |
| 2009 | In Your Cage                        | Cinema Bizarre             | Grünes Häkchensymbol für ja |           |
| 2006 | Insane in Vain                      | Vanilla Ninja              | Grünes Häkchensymbol für ja |           |
| 2017 | Invaded                             | Jam feat. Solamay          | Grünes Häkchensymbol für ja |           |
| 2006 | It’s Over                           | Sandy                      | Grünes Häkchensymbol für ja |           |

## J
| Jahr | Titel               | Interpret       | Autor                       | Produzent |
| ---- | ------------------- | --------------- | --------------------------- | --------- |
| 2009 | Je ne regrette rien | Cinema Bizarre  | Grünes Häkchensymbol für ja |           |
| 2017 | Jealousy            | Alice Merton    | Grünes Häkchensymbol für ja |           |
| 2008 | Jeden Tag           | Fräulein Wunder | Grünes Häkchensymbol für ja |           |
| 2008 | Jenny               | Peilomat        | Grünes Häkchensymbol für ja |           |
| 2012 | Jetzt geh           | Joachim Witt    | Grünes Häkchensymbol für ja |           |
| 2015 | Just an Illusion    | Jack Strify     | Grünes Häkchensymbol für ja |           |

## K
| Jahr | Titel                  | Interpret                      | Autor                       | Produzent |
| ---- | ---------------------- | ------------------------------ | --------------------------- | --------- |
| 2013 | Kein Rausch            | Betty Dittrich                 | Grünes Häkchensymbol für ja |           |
| 2021 | Kill the Fire          | Robin Schulz feat. The Leonard | Grünes Häkchensymbol für ja |           |
| 2006 | Kingdom Burning Down   | Vanilla Ninja                  | Grünes Häkchensymbol für ja |           |
| 2012 | Komm nie wieder zurück | Joachim Witt                   | Grünes Häkchensymbol für ja |           |
| 2012 | Königreich             | Joachim Witt                   | Grünes Häkchensymbol für ja |           |
| 2017 | Krieger                | Eisbrecher                     | Grünes Häkchensymbol für ja |           |

## L
| Jahr | Titel                               | Interpret                           | Autor                       | Produzent |
| ---- | ----------------------------------- | ----------------------------------- | --------------------------- | --------- |
| 2012 | Leichtsinn                          | Joachim Witt                        | Grünes Häkchensymbol für ja |           |
| 1999 | Let It Rain                         | Michelle Lennard                    | Grünes Häkchensymbol für ja |           |
| 2015 | Let’s Die Together                  | Russkaja                            | Grünes Häkchensymbol für ja |           |
| 2012 | Licht im Ozean                      | Joachim Witt                        | Grünes Häkchensymbol für ja |           |
| 2018 | Liebe ist Safe                      | Glasperlenspiel                     | Grünes Häkchensymbol für ja |           |
| 2009 | Liebe is a Miracle                  | No Angels                           | Grünes Häkchensymbol für ja |           |
| 2006 | Living without You                  | Sandy                               | Grünes Häkchensymbol für ja |           |
| 2013 | Lock U in a Rocket                  | ZiBBZ                               | Grünes Häkchensymbol für ja |           |
| 2021 | Look at Me Now                      | Levent Geiger                       | Grünes Häkchensymbol für ja |           |
| 2012 | Lost in Berlin                      | Paul van Dyk feat. Michelle Leonard | Grünes Häkchensymbol für ja |           |
| 2007 | Lost Northern Star                  | Tarja                               | Grünes Häkchensymbol für ja |           |
| 2012 | Love Ammunition (Directors Cut Mix) | Paul van Dyk feat. Michelle Leonard | Grünes Häkchensymbol für ja |           |
| 2009 | Love in a Million Shades            | Hanna Pakarinen                     | Grünes Häkchensymbol für ja |           |
| 2008 | Love Is You                         | Thomas Godoj                        | Grünes Häkchensymbol für ja |           |
| 2013 | Love Love Love                      | ZiBBZ                               | Grünes Häkchensymbol für ja |           |
| 2015 | Lover’s When It’s Cold              | Jack Strify                         | Grünes Häkchensymbol für ja |           |
| 2007 | Lovesongs (They Kill Me)            | Cinema Bizarre                      | Grünes Häkchensymbol für ja |           |

## M
| Jahr | Titel            | Interpret                         | Autor                       | Produzent |
| ---- | ---------------- | --------------------------------- | --------------------------- | --------- |
| 2010 | Männer WG        | Big Gee                           | Grünes Häkchensymbol für ja |           |
| 2009 | Mechanical Heart | Some & Any feat. Michelle Leonard | Grünes Häkchensymbol für ja |           |
| 2009 | Merry-Go-Round   | Michelle Leonard                  | Grünes Häkchensymbol für ja |           |
| 2015 | Metropolis       | Jack Strify                       | Grünes Häkchensymbol für ja |           |
| 2017 | My Girls         | Laila & Rosa Meinecke             | Grünes Häkchensymbol für ja |           |
| 2009 | My Obsession     | Cinema Bizarre                    | Grünes Häkchensymbol für ja |           |
| 2015 | My Obsession     | Jack Strify                       | Grünes Häkchensymbol für ja |           |

## N
| Jahr | Titel                 | Interpret                | Autor                       | Produzent |
| ---- | --------------------- | ------------------------ | --------------------------- | --------- |
| 2018 | Never Let You Down    | Michael Schulte          | Grünes Häkchensymbol für ja |           |
| 2009 | No More Days to Waste | Aloha from Hell          | Grünes Häkchensymbol für ja |           |
| 2015 | Not My God            | Jack Strify feat. Losers | Grünes Häkchensymbol für ja |           |

## O
| Jahr | Titel             | Interpret        | Autor                       | Produzent |
| ---- | ----------------- | ---------------- | --------------------------- | --------- |
| 2006 | Occupied          | Sandy            | Grünes Häkchensymbol für ja |           |
| 2009 | Out of Ammunition | Michelle Leonard | Grünes Häkchensymbol für ja |           |
| 2009 | Out of Love       | Cinema Bizarre   | Grünes Häkchensymbol für ja |           |
| 2005 | Out of Tears      | Hanna Pakarinen  | Grünes Häkchensymbol für ja |           |

## P
| Jahr | Titel   | Interpret    | Autor                       | Produzent |
| ---- | ------- | ------------ | --------------------------- | --------- |
| 2008 | Plan A! | Thomas Godoj | Grünes Häkchensymbol für ja |           |

## R
| Jahr | Titel                   | Interpret                              | Autor                       | Produzent |
| ---- | ----------------------- | -------------------------------------- | --------------------------- | --------- |
| 2015 | Radio Song              | Russkaja                               | Grünes Häkchensymbol für ja |           |
| 2013 | Recognize Me            | Sofi de la Torre                       | Grünes Häkchensymbol für ja |           |
| 2006 | Rockstarz               | Vanilla Ninja                          | Grünes Häkchensymbol für ja |           |
| 2017 | Rooftop                 | Nico Santos                            | Grünes Häkchensymbol für ja |           |
| 2018 | Rooftop                 | Mara Walter (Liedtitel: Butterseite)   | Grünes Häkchensymbol für ja |           |
| 2018 | Rooftop                 | Die Schlümpfe (Liedtitel: Super Kekse) | Grünes Häkchensymbol für ja |           |
| 2015 | Running with the Wolves | Aurora                                 | Grünes Häkchensymbol für ja |           |

## S
| Jahr | Titel                     | Interpret       | Autor                       | Produzent |
| ---- | ------------------------- | --------------- | --------------------------- | --------- |
| 2009 | Sad Day (For Happiness)   | Cinema Bizarre  | Grünes Häkchensymbol für ja |           |
| 2004 | Sag mir wann              | Nikko Weidemann | Grünes Häkchensymbol für ja |           |
| 2018 | Save the World            | Moody           | Grünes Häkchensymbol für ja |           |
| 2009 | Say You Care              | Stanfour        | Grünes Häkchensymbol für ja |           |
| 2015 | Schlachtbank              | Eisbrecher      | Grünes Häkchensymbol für ja |           |
| 2017 | Send You an Angel         | Russkaja        | Grünes Häkchensymbol für ja |           |
| 2012 | Shooting Stars            | Kindervater     | Grünes Häkchensymbol für ja |           |
| 2006 | Silence                   | Vanilla Ninja   | Grünes Häkchensymbol für ja |           |
| 2014 | Spät                      | Joachim Witt    | Grünes Häkchensymbol für ja |           |
| 2008 | Stay with Me              | Jesus on Extasy | Grünes Häkchensymbol für ja |           |
| 2001 | Stay? (Englische Version) | Witt            | Grünes Häkchensymbol für ja |           |
| 2017 | Still in Love             | Russkaja        | Grünes Häkchensymbol für ja |           |
| 2008 | Summer Breeze             | Thomas Godoj    | Grünes Häkchensymbol für ja |           |
| 2007 | Superstar                 | Orange Blue     | Grünes Häkchensymbol für ja |           |

## T
| Jahr | Titel                       | Interpret                    | Autor                       | Produzent |
| ---- | --------------------------- | ---------------------------- | --------------------------- | --------- |
| 2017 | Taboo                       | Moody                        | Grünes Häkchensymbol für ja |           |
| 2006 | Tattooed on Me              | Sandy                        | Grünes Häkchensymbol für ja |           |
| 2009 | Tears in Vegas              | Cinema Bizarre               | Grünes Häkchensymbol für ja |           |
| 2006 | The Band That Never Existed | Vanilla Ninja                | Grünes Häkchensymbol für ja |           |
| 2012 | The Knife                   | Mikko Sipola                 | Grünes Häkchensymbol für ja |           |
| 2015 | The Matrix                  | Jack Strify                  | Grünes Häkchensymbol für ja |           |
| 2009 | The Truth Lies              | Michelle Leonard             | Grünes Häkchensymbol für ja |           |
| 2015 | There Was a Time            | Russkaja                     | Grünes Häkchensymbol für ja |           |
| 2006 | This Ride                   | Mike Leon Grosch             | Grünes Häkchensymbol für ja |           |
| 2016 | Through the Eyes of a Child | Aurora                       | Grünes Häkchensymbol für ja |           |
| 2009 | Tired Again                 | Stanfour                     | Grünes Häkchensymbol für ja |           |
| 2009 | Together Alone              | Some & Any                   | Grünes Häkchensymbol für ja |           |
| 2008 | Too Young to Grow Old       | Thomas Godoj                 | Grünes Häkchensymbol für ja |           |
| 2009 | Touching and Kissing        | Cinema Bizarre               | Grünes Häkchensymbol für ja |           |
| 2012 | Tränen                      | Joachim Witt                 | Grünes Häkchensymbol für ja |           |
| 2018 | Trick                       | Nicki & Freddi & The Sixties | Grünes Häkchensymbol für ja |           |

## U
| Jahr | Titel      | Interpret                  | Autor                       | Produzent |
| ---- | ---------- | -------------------------- | --------------------------- | --------- |
| 2016 | UFO        | Alex Mattson feat. Solamay | Grünes Häkchensymbol für ja |           |
| 2011 | Undercover | Frida Gold                 | Grünes Häkchensymbol für ja |           |
| 2012 | Untergehen | Joachim Witt               | Grünes Häkchensymbol für ja |           |

## V
| Jahr | Titel              | Interpret             | Autor                       | Produzent |
| ---- | ------------------ | --------------------- | --------------------------- | --------- |
| 2006 | Venom              | Sandy                 | Grünes Häkchensymbol für ja |           |
| 2017 | Vergiss mein nicht | Laila & Rosa Meinecke | Grünes Häkchensymbol für ja |           |
| 2005 | Virus              | Nu Pagadi             | Grünes Häkchensymbol für ja |           |
| 2017 | Volle Kraft voraus | Russkaja              | Grünes Häkchensymbol für ja |           |

## W
| Jahr | Titel                  | Interpret        | Autor                       | Produzent |
| ---- | ---------------------- | ---------------- | --------------------------- | --------- |
| 2016 | Warrior                | Aurora           | Grünes Häkchensymbol für ja |           |
| 2009 | We Are All             | Cherine Nouri    | Grünes Häkchensymbol für ja |           |
| 2009 | We Failed              | Michelle Leonard | Grünes Häkchensymbol für ja |           |
| 2007 | What the Hell          | Krosnoff         | Grünes Häkchensymbol für ja |           |
| 2009 | Where Did We Go Wrong  | Michelle Leonard | Grünes Häkchensymbol für ja |           |
| 2016 | Wisdom Cries           | Aurora           | Grünes Häkchensymbol für ja |           |
| 2017 | Wo geht der Teufel hin | Eisbrecher       | Grünes Häkchensymbol für ja |           |

## Y
| Jahr | Titel                | Interpret        | Autor                       | Produzent |
| ---- | -------------------- | ---------------- | --------------------------- | --------- |
| 2006 | You & Me             | Valentine        | Grünes Häkchensymbol für ja |           |
| 2015 | You Can’t Save Me    | Jack Strify      | Grünes Häkchensymbol für ja |           |
| 2001 | You Come Like a Wave | Michelle Lennard | Grünes Häkchensymbol für ja |           |

## Z
| Jahr | Titel   | Interpret   | Autor                       | Produzent |
| ---- | ------- | ----------- | --------------------------- | --------- |
| 2013 | Zu Ende | Mega! Mega! | Grünes Häkchensymbol für ja |           |